# Esperança da Costa
Esperança da Costa, née le 3 mars 1961 à Luanda (Angola portugais), est une biologiste, chercheuse universitaire et femme politique angolaise. 
Après avoir été la deuxième tête de liste du Mouvement populaire de libération de l'Angola (MPLA) lors des élections générales de 2022, elle devient vice-présidente de la république d'Angola le 15 septembre 2022, à la suite de la victoire son parti. 

## Biographie

### Jeunesse
Esperança Maria Eduardo Francisco da Costa est née le 3 mars 1961 dans le quartier indigène (aujourd'hui le quartier Nelito Soares) à Luanda, la capitale de l'Angola alors sous  domination portugaise. 
En 1967, elle entre à l'école primaire n°227 située dans son quartier, qu'elle fréquente jusqu'à sa 4e année d'étude. En 1970, elle fait son entrée au lycée General Geraldo António Victor dans le quartier de Vila Alice, et termine sa primaire en 1972. En 1977, elle achève ses études secondaires au lycée pour filles de D. Guiomar de Lencastre (aujourd'hui Liceu Ginga Ambande), à Luanda.
Elle entre pour l'année 1978-1979 au centre préuniversitaire situé dans la faculté des sciences de l'université Agostinho Neto (UAN) et marque ici ses premiers contacts avec la biologie. 
Durant sa jeunesse, marquée par le processus de décolonisation du pays, elle fait partie du mouvement de jeunesse du Mouvement populaire de libération de l'Angola (JMPLA) et de l'Organisation des femmes angolaises (OMA).

### Carrière scientifique
Elle étudie la biologie à l'UAN à partir de 1979 et obtient son diplôme en 1985. De 1983 à 1984, elle se spécialise au centre de botanique de l'Institut de recherche scientifique tropicale de Lisbonne au Portugal, grâce à une bourse conjointe de la Fondation Calouste-Gulbenkian et de l'Institut national de gestion des bourses d'études (INAGBE),.
À son retour à Luanda, elle est nommée assistante en biologie végétale à l'UAN et devient cheffe du département de biologie en 1986. Entre 1986 et 1990, elle est responsable du développement de l'herbier de Luanda.
En 1990, elle débute un master en productivité végétale à l'université technique de Lisbonne, suivi en 1992, par un doctorat en écologie végétale dans la même université, qu'elle achève en 1997,.
À son retour en Angola, elle est réadmise comme professeur à l'UAN, devenant directrice de l'herbier de Luanda et professeure adjointe de biologie végétale.
Elle devient ensuite vice-directrice des affaires scientifiques et, à partir de 2002, vice-rectrice à l'expansion universitaire à l'UAN jusqu'en 2007. Entre 2007 et 2010, elle est directrice nationale de l'expansion de l'enseignement supérieur au ministère de l'Enseignement supérieur, supervisant la construction nationale des campus et des nouveaux établissements de l'enseignement supérieur. Elle est enfin directrice du centre de botanique de l'UAN entre 2010 et 2020.

### Carrière politique
Elle est élue au comité central du Mouvement populaire de libération de l'Angola (MPLA) en 2019, et est nommé en 2020 au poste de secrétaire d'État à la Pêche par le président João Lourenço.
Elle participe aux élections générales de 2022 en tant que deuxième tête de liste du MPLA après le président sortant Lourenço,. À la suite de la victoire de son parti lors du scrutin, elle devient, en vertu de la Constitution, la vice-présidente de la République le 15 septembre 2023.